# Beameromyia bifida
Beameromyia bifida là một loài ruồi trong họ Asilidae. Beameromyia bifida được Hardy miêu tả năm 1942. Loài này phân bố ở vùng Tân Bắc giới.